# 184
184（一百八十四）是183與185之間的自然數。

## 数学领域
- 合數，正因數有1、2、4、8、23、46、92和184。
質因數分解為{\displaystyle 2^{3}\times 23}。
- 虧數，真因數和為176，虧度為8。
- 不尋常數，大於平方根的質因數為23。
- 第96個十进制的奢侈數。前一個為182、下一個為186。
- 184是二個平方數的差：252 - 212。
- 184的二進位表示式為10111000，其中位元0和位元1的個數相同，都是4個。
- 184是四個連續質數的和（41 + 43 + 47 + 53）。
- {\displaystyle {1 \over 184}=0.005{\overline {4347826086956521739130}}}

（循環部分22個數）
- 有一個形為{\displaystyle n^{2}+1}的質數{\displaystyle 184^{2}+1=33857}

## 在其他領域
- 一百八十四年184年
- 星系NGC 184 - 透鏡狀星系在仙女座。
- 在撥打 日本電話前加上184，變為停止示號功能。
- 物理學上184是一個可能的中子魔數。